# Leumicamia graminicolens
Leumicamia graminicolens är en fjärilsart som beskrevs av Butler 1878. Leumicamia graminicolens ingår i släktet Leumicamia och familjen nattflyn. Inga underarter finns listade i Catalogue of Life.